# Кумдиколь
Кумдико́ль (каз. Құмдыкөл) — село у складі Сандиктауського району Акмолинської області Казахстану. Входить до складу Аксоранського сільського округу.
Населення — 153 особи (2021; 274 у 2009, 409 у 1999, 452 у 1989).
Національний склад станом на 1989 рік:
- росіяни — 67 %;
- казахи — 26 %.

У радянські часи село називалось Новонікольськ, Кундиколь.